# Deobandi
I Deobandi (in pashto e farsi دیو بندی) (letteralmente "di Deoband") sono i seguaci di una corrente religiosa del subcontinente indiano e in Afghanistan che aderiscono in maggior parte alla scuola giuridica (madhhab) dell'Imam Abu Hanifa. Il loro principale centro è il seminario della città di Deoband, in India, sita nel distretto di Sahāranpur, nello Stato dell'Uttar Pradesh, circa 140 km a Nord-Est di Delhi.
Qui, nel 1865, fu fondata da Ḥājjī Muḥammad ʿAbīd Ḥusayn e da 3 altri studiosi la madrasa (scuola coranica), chiamata Dār al-ʿUlūm, ossia  (Darul Uloom Deoband), considerata uno fra i più importanti centri di formazione religiosa di tutto il mondo islamico.
A Deoband si mantiene vivo il ricordo e l'insegnamento del grande mistico e tradizionista musulmano Shāh Walīullāh Dihlawī, in una struttura che può ospitare fino a 1500 studenti, con una biblioteca ricca di oltre 70 000 volumi a stampa, litografie e manoscritti di carattere giuridico-tradizionista.

## Storia
Il movimento nasce come reazione alla colonizzazione inglese dell'India. Un gruppo di studiosi musulmani indiani, tra cui Rashid Ahmad Gangohi, Muhammad Yaqub Nanautawi, Shah Rafiʿ al-Din, Sayyid Muhammad ʿAbid, Zulfiqar Ali, Faḍl al-Rahman Uthmani e Muhammad Qasim Nanotvi, ritenevano infatti che tale processo avrebbe corrotto l'Islam. Essi fondarono la scuola islamica di Darul Uloom Deoband, che univa fondamentalismo islamico e un'ideologia anti-imperialista. Da questa scuola cominciò a svilupparsi l'ideologia Deobandi. Darul Uloom Deoband divenne il secondo maggior centro d'insegnamento e ricerche islamiche dopo l'università Al-Azhar al Cairo. Attraverso gruppi di predicazione quali  Jamiat Ulema-e-Hind e Tablighi Jamaat cominciò a diffondersi e molti studenti provenienti da paesi come l'Arabia Saudita, la Cina e la Malaysia si laurearono alla Darul Uloom Deoband e aprirono numerose madrase nell'Asia meridionale, e in particolar modo in Afghanistan e Pakistan.
Nella questione dell'indipendenza indiana, la scuola Deobandi si richiamava all'idea del nazionalismo composito secondo cui hindi e musulmani costituivano un'unica nazione e dunque dovevano rimanere uniti nella lotta contro i colonizzatori britannici. Nel 1919, un gruppo di studiosi affiliati al Deobandi costituirono il partito politico Jamiʿat ʿUlema-e Hind, in opposizione al movimento pakistano. Una minoranza si unì alla Lega Musulmana Panindiana di Mohammad Ali Jinnah e andò a costituire, nel 1945 l'Associazione degli Ulema dell'Islam.

## Attività

### In India
Il movimento Deobandi indiano è controllato direttamente da Darul Uloom Deoband e Jamiat Ulema-e-Hind. Circa il 20% dei musulmani indiani si identifica come Deobandi. Tuttavia il numero di uomini politici musulmani appartenenti al Deobandi è sproporzionatamente alto rispetto al numero di islamici indiani totali. Il Deobandi indiano è influenzato più di altro dal wahhabismo, e talvolta alcuni Deobandi indiani preferiscono definirsi wahhabiti o identificarsi come seguaci d'entrambi gli orientamenti.

### In Pakistan
Circa il 20% dei sunniti pakistani segue la dottrina Deobandi. Secondo Heritage Online, sul totale delle madrase, le scuole religiose, pakistane circa il 65% è gestita da Deobandi, il 25% da Barelvi, il 6% da Ahl al-Hadith e il 3% da sciiti.

## Credo
Il Deobandi è un movimento sunnita conservatore. Prende le sue origini dalle scuole islamiche della Transoxania e dell'India Moghul e vede come suo principale precursore e punto di riferimento Shah Waliullah Dihlawi, uno studioso islamico indiano del XVIII secolo.

### Fiqh (legge islamica)
I Deobandi appoggiano il Taqlid, ovvero l'idea che ciascun musulmano debba aderire a una linea interpretativa giurisprudenziale ortodossa, e condanna la mescolanza di diverse dottrine per creare una propria eclettica ideologia. I Deobandi sono per lo più hanafiti. Gli studenti delle madrase Deobandi studiano sui libri classici della dottrina giuridica hanafita. come la Nūr al-Idāh, il Mukhtaṣar al-Qudūrī, lo Sharḥ al-Wiqāya e il  Kanz al-Daqāʾiq di Abu l-Barakāt al-Nasafī (m. 1310), se completano il loro ciclo di studi sulla giurisprudenza con il testo della Hidāya di al-Marghīnānī.
Vista la loro predilezione per il Taqlid, questa scuola è in contrasto con l'Ahl al-Hadith e il movimento salafita, che invece consigliano al fedele d'interpretare direttamente il Corano e agli aḥādīth e accusano chi aderisce a una singola scuola legale di cieca imitazione, spesso chiedendo se vi siano conferme all'interno del Corano o degli ḥadīth di ogni regolamento legale proposto dalle madhhab. Gli studiosi Deobandi hanno provato a difendere il Taqlid e hanno cercato di dimostrare come l'hanafismo sia in completo accordo con il Corano e i ḥadīth.

### Teologia
I Deobandi seguono la dottrina teologica del sunnita maturidismo.

### Sufismo
I Deobandi uniscono lo studio della religione (Corano, ḥadīth e fiqh) con quello di alcune materie laiche-razionali (logica, filosofia e scienza) . Allo stesso tempo, aderiscono al sufismo e alla dottrina dell'Ordine Chisti. La loro versione del sufismo è tuttavia fortemente integrata con l'insegnamento degli aḥādīth e della legge islamica. Secondo Qari Muhammad Tayyib, ottavo rettore della Darul Uloom Deoband: "Gli ʿulamāʾ di Deoband [...] sono Sufi [...] della scuola di Chisti [...], gli iniziati possono appartenere agli ordini della Naqshbandiyya.